# Piłka nożna na Letnich Igrzyskach Olimpijskich 2024 – turniej kobiet (składy)
Artykuł grupuje składy wszystkich żeńskich reprezentacji narodowych w piłce nożnej, które wystąpiły podczas Letnich Igrzysk Olimpijskich 2024 od 25 lipca do 10 sierpnia 2024 roku w 7 miastach Francji. W turnieju kobiet nie obowiązywał limit wiekowy jak w przypadku mężczyzn. Każda drużyna składała się z 18 zawodniczek, w tym obowiązkowo z 2 bramkarek. Każda drużyna mogła mieć również listę czterech rezerwowych zawodniczek, które mogły zastąpić zawodniczkę w przypadku kontuzji podczas turnieju.
- Przynależność klubowa na koniec sezonu 2023/2024.
- Liczba występów i goli podana do dnia rozpoczęcia turnieju.
- Zawodniczki oznaczone symbolem  to kapitanowie reprezentacji.
- Legenda:
Pozycje na boisku:
BR – bramkarka
OB – obrończyni
PO – pomocniczka
NA – napastniczka

## Grupa A

### Francja
Trener:  Hervé Renard (ur. 30 września 1968)
Skład został ogłoszony 8 lipca 2024 roku.
| Nr. | Pozycja | Piłkarz                 | Data urodzenia        | Mecze | Gole | Klub                |
| --- | ------- | ----------------------- | --------------------- | ----- | ---- | ------------------- |
| 1   | BR      | Constance Picaud        | 5 lipca 1998(dts)     | 6     | 0    | Paris Saint-Germain |
| 2   | OB      | Maëlle Lakrar           | 27 maja 2000(dts)     | 23    | 4    | Montpellier HSC     |
| 3   | OB      | Wendie Renard           | 20 lipca 1990(dts)    | 159   | 38   | Olympique Lyon      |
| 4   | OB      | Estelle Cascarino       | 5 lutego 1997(dts)    | 15    | 1    | Juventus            |
| 5   | OB      | Élisa De Almeida        | 11 stycznia 1998(dts) | 32    | 4    | Paris Saint-Germain |
| 6   | PO      | Amandine Henry          | 28 września 1989(dts) | 104   | 14   | Utah Royals         |
| 7   | OB      | Sakina Karchaoui        | 26 stycznia 1996(dts) | 74    | 1    | Paris Saint-Germain |
| 8   | PO      | Grace Geyoro            | 2 lipca 1997(dts)     | 28    | 4    | Paris Saint-Germain |
| 9   | NA      | Eugénie Le Sommer       | 18 maja 1989(dts)     | 192   | 93   | Olympique Lyon      |
| 10  | NA      | Delphine Cascarino      | 5 lutego 1997(dts)    | 93    | 72   | Olympique Lyon      |
| 11  | NA      | Kadidiatou Diani        | 1 kwietnia 1995(dts)  | 100   | 28   | Olympique Lyon      |
| 12  | NA      | Marie-Antoinette Katoto | 1 listopada 1998(dts) | 39    | 29   | Paris Saint-Germain |
| 13  | OB      | Selma Bacha             | 9 listopada 2000(dts) | 31    | 2    | Olympique Lyon      |
| 14  | PO      | Sandie Toletti          | 13 lipca 1995(dts)    | 55    | 3    | Real Madryt         |
| 15  | PO      | Kenza Dali              | 31 lipca 1995(dts)    | 67    | 12   | Aston Villa         |
| 16  | BR      | Pauline Peyraud-Magnin  | 17 marca 1992(dts)    | 53    | 0    | Juventus            |
| 17  | NA      | Sandy Baltimore         | 19 lutego 2000(dts)   | 28    | 3    | Paris Saint-Germain |
| 18  | OB      | Griedge Mbock           | 26 lutego 1995(dts)   | 80    | 8    | Olympique Lyon      |

### Kolumbia
Trener:  Ángelo Marsiglia (ur. 20 grudnia 1985)
Skład został ogłoszony 5 lipca 2024 roku.
| Nr. | Pozycja | Piłkarz          | Data urodzenia           | Mecze | Gole | Klub                       |
| --- | ------- | ---------------- | ------------------------ | ----- | ---- | -------------------------- |
| 1   | BR      | Catalina Pérez   | 8 listopada 1994(dts)    | 36    | 0    | Werder Brema               |
| 2   | OB      | Manuela Vanegas  | 9 listopada 2000(dts)    | 43    | 10   | Real Sociedad              |
| 3   | OB      | Daniela Arias    | 31 sierpnia 1994(dts)    | 23    | 4    | Corinthians                |
| 4   | OB      | Daniela Caracas  | 25 kwietnia 1997(dts)    | 46    | 0    | RCD Espanyol               |
| 5   | OB      | Yirleidis Minota | 10 listopada 2002(dts)   | 0     | 0    | CF Pachuca                 |
| 6   | PO      | Daniela Montoya  | 22 sierpnia 1990(dts)    | 84    | 10   | Atlético Nacional          |
| 7   | NA      | Manuela Paví     | 23 grudnia 2000(dts)     | 8     | 1    | Deportivo Cali             |
| 8   | PO      | Marcela Restrepo | 10 listopada 1995(dts)   | 28    | 4    | Atlético Nacional          |
| 9   | NA      | Mayra Ramírez    | 11 listopada 1994(dts)   | 30    | 3    | Chelsea                    |
| 10  | PO      | Leicy Santos     | 16 maja 1996(dts)        | 63    | 14   | Atlético Madryt            |
| 11  | NA      | Catalina Usme    | 25 grudnia 1989(dts)     | 93    | 72   | CF Pachuca                 |
| 12  | BR      | Katherine Tapia  | 7 grudnia 1992(dts)      | 5     | 0    | Palmeiras                  |
| 13  | PO      | Ilana Izquierdo  | 14 czerwca 2002(dts)     | 7     | 0    | Mississippi State Bulldogs |
| 14  | OB      | Ángela Barón     | 18 września 2003(dts)    | 3     | 0    | Atlético Nacional          |
| 15  | PO      | Liana Salazar    | 16 września 1992(dts)    | 12    | 0    | Millonarios FC             |
| 16  | OB      | Jorelyn Carabalí | 18 maja 1997(dts)        | 33    | 0    | Brighton & Hove Albion     |
| 17  | OB      | Carolina Arias   | 2 października 1990(dts) | 103   | 0    | América Cali               |
| 18  | NA      | Linda Caicedo    | 22 lutego 2005(dts)      | 23    | 12   | Real Madryt                |

### Kanada
Trenerka:  Beverly Priestman (ur. 29 kwietnia 1986)
Skład został ogłoszony 1 lipca 2024 roku. 20 lipca 2024 roku Gabrielle Carle zastąpiła kontuzjowaną Sydney Collins.
| Nr. | Pozycja | Piłkarz           | Data urodzenia            | Mecze | Gole | Klub                |
| --- | ------- | ----------------- | ------------------------- | ----- | ---- | ------------------- |
| 1   | BR      | Kailen Sheridan   | 16 lipca 1985(dts)        | 50    | 0    | San Diego Wave      |
| 2   | OB      | Gabrielle Carle   | 12 października 1998(dts) | 46    | 1    | Washington Spirit   |
| 3   | OB      | Kadeisha Buchanan | 5 listopada 1995(dts)     | 149   | 6    | Chelsea             |
| 4   | NA      | Evelyne Viens     | 6 lutego 1997(dts)        | 31    | 5    | AS Roma             |
| 5   | PO      | Quinn             | 11 sierpnia 1995(dts)     | 100   | 6    | Seattle Reign       |
| 6   | NA      | Cloé Lacasse      | 7 lipca 1993(dts)         | 36    | 5    | Arsenal             |
| 7   | PO      | Julia Grosso      | 29 sierpnia 2000(dts)     | 63    | 3    | Juventus            |
| 8   | OB      | Jayde Riviere     | 22 stycznia 2001(dts)     | 45    | 1    | Manchester United   |
| 9   | NA      | Jordyn Huitema    | 8 maja 2001(dts)          | 81    | 21   | Seattle Reign       |
| 10  | OB      | Ashley Lawrence   | 11 czerwca 1995(dts)      | 134   | 8    | Chelsea             |
| 11  | NA      | Adriana Leon      | 2 października 1992(dts)  | 114   | 40   | Aston Villa         |
| 12  | OB      | Jade Rose         | 12 lutego 2003(dts)       | 21    | 0    | Harvard Crimson     |
| 13  | PO      | Simi Awujo        | 23 września 2003(dts)     | 17    | 1    | USC Trojans         |
| 14  | OB      | Vanessa Gilles    | 11 marca 1996(dts)        | 41    | 4    | Olympique Lyon      |
| 15  | NA      | Nichelle Prince   | 19 lutego 1995(dts)       | 97    | 16   | Kansas City Current |
| 16  | NA      | Janine Beckie     | 20 sierpnia 1994(dts)     | 105   | 36   | Portland Thorns     |
| 17  | PO      | Jessie Fleming    | 11 marca 1998(dts)        | 132   | 19   | Portland Thorns     |
| 18  | BR      | Sabrina D'Angelo  | 11 maja 1993(dts)         | 16    | 0    | Arsenal             |

### Nowa Zelandia
Trener:  Michael Mayne (ur. 15 lutego 1985)
Skład został ogłoszony 4 lipca 2024 roku.
| Nr. | Pozycja | Piłkarz            | Data urodzenia            | Mecze | Gole | Klub               |
| --- | ------- | ------------------ | ------------------------- | ----- | ---- | ------------------ |
| 1   | BR      | Anna Leat          | 26 czerwca 2001(dts)      | 18    | 0    | Aston Villa        |
| 2   | PO      | Kate Taylor        | 21 października 2003(dts) | 16    | 1    | Wellington Phoenix |
| 3   | OB      | Mackenzie Barry    | 11 kwietnia 2001(dts)     | 16    | 0    | Wellington Phoenix |
| 4   | OB      | CJ Bott            | 22 kwietnia 1995(dts)     | 46    | 3    | Leicester City     |
| 5   | OB      | Meikayla Moore     | 4 czerwca 1996(dts)       | 65    | 4    | Glasgow City       |
| 6   | PO      | Malia Steinmetz    | 18 stycznia 1999(dts)     | 31    | 0    | FC Nordsjælland    |
| 7   | OB      | Ali Riley          | 30 października 1987(dts) | 162   | 2    | Angel City         |
| 8   | PO      | Macey Fraser       | 11 lipca 2002(dts)        | 5     | 2    | Utah Royals        |
| 9   | NA      | Gabi Rennie        | 7 lipca 2001(dts)         | 37    | 2    | Åland United       |
| 10  | NA      | Indiah-Paige Riley | 20 grudnia 2001(dts)      | 24    | 6    | PSV Eindhoven      |
| 11  | PO      | Katie Kitching     | 6 września 1998(dts)      | 10    | 4    | Sunderland         |
| 12  | BR      | Victoria Esson     | 6 marca 1991(dts)         | 23    | 0    | Rangers            |
| 13  | OB      | Rebekah Stott      | 17 czerwca 1993(dts)      | 102   | 4    | Melbourne City     |
| 14  | PO      | Katie Bowen        | 15 kwietnia 1994(dts)     | 109   | 4    | Inter Mediolan     |
| 15  | NA      | Ally Green         | 17 sierpnia 1998(dts)     | 14    | 2    | Aarhus GF          |
| 16  | NA      | Jacqui Hand        | 19 lutego 1999(dts)       | 27    | 8    | Lewes              |
| 17  | NA      | Milly Clegg        | 1 listopada 2005(dts)     | 8     | 1    | Racing Louisville  |
| 18  | NA      | Grace Jale         | 10 kwietnia 1999(dts)     | 31    | 9    | Perth Glory        |

## Grupa B

### Stany Zjednoczone
Trenerka:  Emma Hayes (ur. 18 października 1976)
Skład został ogłoszony 26 czerwca 2024 roku. 12 lipca 2024 roku Lynn Williams zastąpiła kontuzjowaną Catarinę Macario.
| Nr. | Pozycja | Piłkarz           | Data urodzenia            | Mecze | Gole | Klub                   |
| --- | ------- | ----------------- | ------------------------- | ----- | ---- | ---------------------- |
| 1   | BR      | Alyssa Naeher     | 20 kwietnia 1988(dts)     | 104   | 0    | Chicago Red Stars      |
| 2   | OB      | Emily Fox         | 5 lipca 1998(dts)         | 49    | 1    | Arsenal                |
| 3   | PO      | Korbin Albert     | 13 października 2003(dts) | 11    | 0    | Paris Saint-Germain    |
| 4   | OB      | Naomi Girma       | 14 czerwca 2000(dts)      | 32    | 0    | San Diego Wave         |
| 5   | NA      | Trinity Rodman    | 20 maja 2002(dts)         | 38    | 7    | Washington Spirit      |
| 6   | OB      | Casey Krueger     | 23 sierpnia 1990(dts)     | 49    | 0    | Washington Spirit      |
| 7   | NA      | Crystal Dunn      | 3 lipca 1992(dts)         | 147   | 25   | Gotham FC              |
| 8   | NA      | Lynn Williams     | 21 maja 1993(dts)         | 63    | 18   | Gotham FC              |
| 9   | NA      | Mallory Swanson   | 29 kwietnia 1998(dts)     | 92    | 34   | Chicago Red Stars      |
| 10  | PO      | Lindsey Horan     | 26 maja 1994(dts)         | 148   | 35   | Olympique Lyon         |
| 11  | NA      | Sophia Smith      | 10 sierpnia 2000(dts)     | 48    | 19   | Portland Thorns        |
| 12  | OB      | Tierna Davidson   | 19 września 1998(dts)     | 58    | 3    | Gotham FC              |
| 13  | OB      | Jenna Nighswonger | 28 listopada 2000(dts)    | 9     | 2    | Gotham FC              |
| 14  | OB      | Emily Sonnett     | 25 listopada 1993(dts)    | 91    | 2    | Gotham FC              |
| 15  | NA      | Jaedyn Shaw       | 20 listopada 2004(dts)    | 14    | 7    | San Diego Wave         |
| 16  | PO      | Rose Lavelle      | 14 maja 1995(dts)         | 100   | 24   | Gotham FC              |
| 17  | PO      | Sam Coffey        | 31 grudnia 1998(dts)      | 17    | 1    | Portland Thorns        |
| 18  | BR      | Casey Murphy      | 25 kwietnia 1996(dts)     | 19    | 0    | North Carolina Courage |

### Zambia
Trener:  Bruce Mwape (ur. 26 października 1959)
3 lipca 2024 roku został ogłoszony 22-osobowy skład. Ostateczny skład ogłoszony został 11 lipca 2024 roku.
| Nr. | Pozycja | Piłkarz            | Data urodzenia            | Mecze | Gole | Klub             |
| --- | ------- | ------------------ | ------------------------- | ----- | ---- | ---------------- |
| 1   | BR      | Catherine Musonda  | 20 lutego 1998(dts)       |       |      | Hapoel Ra’ananna |
| 2   | OB      | Diana Banda        | 5 września 2002(dts)      |       |      | Green Buffaloes  |
| 3   | OB      | Lushomo Mweemba    | 10 kwietnia 2001(dts)     |       |      | BIIK-Szymkent    |
| 4   | OB      | Esther Siamfuko    | 8 sierpnia 2004(dts)      |       |      | Green Buffaloes  |
| 5   | OB      | Pauline Zulu       | 3 marca 2003(dts)         |       |      | Elite Ladies     |
| 6   | PO      | Rhoda Chileshe     | 8 maja 1998(dts)          |       |      | Indeni Roses     |
| 7   | PO      | Misozi Zulu        | 11 października 1994(dts) |       |      | Hakkarigücü SK   |
| 8   | NA      | Lubandji Ochumba   | 1 lipca 2001(dts)         |       |      | Red Arrows       |
| 9   | NA      | Kabange Mupopo     | 21 września 1992(dts)     |       |      | Green Buffaloes  |
| 10  | PO      | Grace Chanda       | 11 czerwca 1997(dts)      |       |      | Orlando Pride    |
| 11  | NA      | Barbra Banda       | 20 marca 2000(dts)        |       |      | Orlando Pride    |
| 12  | PO      | Avell Chitundu     | 30 lipca 1997(dts)        |       |      | ZESCO United     |
| 13  | OB      | Martha Tembo       | 8 marca 1998(dts)         |       |      | BIIK-Szymkent    |
| 14  | PO      | Prisca Chilufya    | 8 czerwca 1999(dts)       |       |      | FC Juárez        |
| 15  | NA      | Hellen Chanda      | 19 czerwca 1998(dts)      |       |      | Hakkarigücü SK   |
| 16  | OB      | Esther Muchinga    | 16 listopada 2002(dts)    |       |      | Zanaco FC        |
| 17  | PO      | Rachael Kundananji | 3 czerwca 2000(dts)       |       |      | Bay FC           |
| 18  | BR      | Ngambo Musole      | 26 czerwca 1998(dts)      |       |      | Green Buffaloes  |

### Niemcy
Trener:  Horst Hrubesch (ur. 17 kwietnia 1951)
Skład został ogłoszony 3 lipca 2024 roku. 20 lipca 2024 roku Janina Minge zastąpiła kontuzjowaną Lenę Oberdorf.
| Nr. | Pozycja | Piłkarz           | Data urodzenia            | Mecze | Gole | Klub                |
| --- | ------- | ----------------- | ------------------------- | ----- | ---- | ------------------- |
| 1   | BR      | Merle Frohms      | 28 stycznia 1995(dts)     | 51    | 0    | VfL Wolfsburg       |
| 2   | OB      | Sarai Linder      | 26 października 1999(dts) | 14    | 0    | VfL Wolfsburg       |
| 3   | OB      | Kathrin Hendrich  | 6 kwietnia 1992(dts)      | 73    | 5    | VfL Wolfsburg       |
| 4   | OB      | Bibiane Schulze   | 12 listopada 1998(dts)    | 3     | 0    | Athletic Bilbao     |
| 5   | OB      | Marina Hegering   | 17 kwietnia 1990(dts)     | 37    | 4    | VfL Wolfsburg       |
| 6   | PO      | Janina Minge      | 11 czerwca 1999(dts)      | 5     | 1    | SC Freiburg         |
| 7   | NA      | Lea Schüller      | 12 listopada 1997(dts)    | 60    | 41   | Bayern Monachium    |
| 8   | PO      | Sydney Lohmann    | 19 czerwca 2000(dts)      | 31    | 4    | Bayern Monachium    |
| 9   | PO      | Sjoeke Nüsken     | 22 stycznia 2001(dts)     | 28    | 3    | Chelsea             |
| 10  | NA      | Laura Freigang    | 1 lutego 1998(dts)        | 27    | 12   | Eintracht Frankfurt |
| 11  | NA      | Alexandra Popp    | 6 kwietnia 1991(dts)      | 139   | 67   | VfL Wolfsburg       |
| 12  | BR      | Ann-Katrin Berger | 9 października 1990(dts)  | 8     | 0    | Gotham FC           |
| 13  | OB      | Sara Doorsoun     | 17 listopada 1991(dts)    | 52    | 1    | Eintracht Frankfurt |
| 14  | PO      | Elisa Senß        | 1 października 1997(dts)  | 5     | 0    | Eintracht Frankfurt |
| 15  | OB      | Giulia Gwinn      | 2 lipca 1999(dts)         | 45    | 10   | Bayern Monachium    |
| 16  | PO      | Jule Brand        | 16 października 2002(dts) | 45    | 7    | VfL Wolfsburg       |
| 17  | PO      | Klara Bühl        | 7 grudnia 2000(dts)       | 50    | 23   | Bayern Monachium    |
| 18  | PO      | Vivien Endemann   | 7 sierpnia 2001(dts)      | 4     | 0    | VfL Wolfsburg       |

### Australia
Trener:  Tony Gustavsson (ur. 14 sierpnia 1973)
Skład został ogłoszony 4 czerwca 2024 roku.
| Nr. | Pozycja | Piłkarz            | Data urodzenia            | Mecze | Gole | Klub                |
| --- | ------- | ------------------ | ------------------------- | ----- | ---- | ------------------- |
| 1   | BR      | Mackenzie Arnold   | 25 lutego 1994(dts)       | 49    | 0    | West Ham United     |
| 2   | NA      | Michelle Heyman    | 4 lipca 1988(dts)         | 66    | 26   | Canberra United     |
| 3   | PO      | Kaitlyn Torpey     | 17 marca 2000(dts)        | 5     | 1    | San Diego Wave      |
| 4   | OB      | Clare Polkinghorne | 1 lutego 1989(dts)        | 167   | 16   | Kristianstads DFF   |
| 5   | NA      | Cortnee Vine       | 9 kwietnia 1998(dts)      | 29    | 3    | Sydney FC           |
| 6   | PO      | Katrina Gorry      | 13 sierpnia 1992(dts)     | 107   | 17   | West Ham United     |
| 7   | OB      | Steph Catley       | 26 stycznia 1994(dts)     | 126   | 5    | Arsenal             |
| 8   | PO      | Kyra Cooney-Cross  | 15 lutego 2002(dts)       | 45    | 0    | Arsenal             |
| 9   | NA      | Caitlin Foord      | 11 listopada 1994(dts)    | 123   | 36   | Arsenal             |
| 10  | PO      | Emily van Egmond   | 12 lipca 1993(dts)        | 144   | 31   | San Diego Wave      |
| 11  | NA      | Mary Fowler        | 14 lutego 2003(dts)       | 53    | 15   | Manchester City     |
| 12  | OB      | Ellie Carpenter    | 28 kwietnia 2000(dts)     | 77    | 4    | Olympique Lyon      |
| 13  | PO      | Tameka Yallop      | 16 czerwca 1991(dts)      | 123   | 13   | Brisbane Roar       |
| 14  | OB      | Alanna Kennedy     | 21 stycznia 1995(dts)     | 124   | 9    | Manchester City     |
| 15  | OB      | Clare Hunt         | 12 marca 1999(dts)        | 20    | 0    | Paris Saint-Germain |
| 16  | NA      | Hayley Raso        | 5 września 1994(dts)      | 87    | 18   | Real Madryt         |
| 17  | PO      | Clare Wheeler      | 14 stycznia 1998(dts)     | 21    | 2    | Everton             |
| 18  | BR      | Teagan Micah       | 20 października 1997(dts) | 17    | 0    | Liverpool           |

## Grupa C

### Hiszpania
Trenerka:  Montserrat Tomé (ur. 11 maja 1982)
Skład został ogłoszony 3 lipca 2024 roku.
| Nr. | Pozycja | Piłkarz              | Data urodzenia            | Mecze | Gole | Klub            |
| --- | ------- | -------------------- | ------------------------- | ----- | ---- | --------------- |
| 1   | BR      | Misa Rodríguez       | 23 lipca 1999(dts)        | 22    | 0    | Real Madryt     |
| 2   | OB      | Ona Batlle           | 10 czerwca 1999(dts)      | 46    | 2    | FC Barcelona    |
| 3   | PO      | Teresa Abelleira     | 9 stycznia 2000(dts)      | 31    | 2    | Real Madryt     |
| 4   | OB      | Irene Paredes        | 4 lipca 1991(dts)         | 106   | 12   | FC Barcelona    |
| 5   | OB      | Oihane Hernández     | 4 maja 2000(dts)          | 21    | 1    | Real Madryt     |
| 6   | PO      | Aitana Bonmatí       | 18 stycznia 1998(dts)     | 62    | 23   | FC Barcelona    |
| 7   | NA      | Athenea del Castillo | 24 października 2000(dts) | 43    | 12   | Real Madryt     |
| 8   | NA      | Mariona Caldentey    | 19 marca 1996(dts)        | 72    | 26   | Arsenal         |
| 9   | NA      | Salma Paralluelo     | 13 listopada 2003(dts)    | 25    | 12   | FC Barcelona    |
| 10  | NA      | Jennifer Hermoso     | 9 maja 1990(dts)          | 115   | 56   | Tigres UANL     |
| 11  | PO      | Alexia Putellas      | 4 stycznia 1994(dts)      | 117   | 30   | FC Barcelona    |
| 12  | PO      | Patricia Guijarro    | 17 maja 1998(dts)         | 52    | 11   | FC Barcelona    |
| 13  | BR      | Cata Coll            | 23 kwietnia 2001(dts)     | 11    | 0    | FC Barcelona    |
| 14  | OB      | Laia Aleixandri      | 25 sierpnia 2000(dts)     | 27    | 2    | Manchester City |
| 15  | NA      | Eva Navarro          | 27 stycznia 2001(dts)     | 21    | 5    | Atlético Madryt |
| 16  | OB      | Laia Codina          | 22 stycznia 2000(dts)     | 13    | 2    | Arsenal         |
| 17  | NA      | Lucía García         | 14 lipca 1998(dts)        | 46    | 11   | CF Monterrey    |
| 18  | OB      | Olga Carmona         | 12 czerwca 2000(dts)      | 40    | 3    | Real Madryt     |

### Japonia
Trener:  Futoshi Ikeda (ur. 4 października 1970)
Skład został ogłoszony 14 czerwca 2024 roku.
| Nr. | Pozycja | Piłkarz         | Data urodzenia            | Mecze | Gole | Klub               |
| --- | ------- | --------------- | ------------------------- | ----- | ---- | ------------------ |
| 1   | BR      | Ayaka Yamashita | 29 września 1995(dts)     | 68    | 0    | INAC Kobe Leonessa |
| 2   | OB      | Risa Shimizu    | 15 czerwca 1996(dts)      | 76    | 4    | West Ham United    |
| 3   | OB      | Moeka Minami    | 7 grudnia 1998(dts)       | 49    | 4    | AS Roma            |
| 4   | OB      | Saki Kumagai    | 17 października 1990(dts) | 150   | 2    | AS Roma            |
| 5   | OB      | Hana Takahashi  | 19 lutego 2000(dts)       | 24    | 3    | Urawa Red Diamonds |
| 6   | OB      | Tōko Koga       | 6 stycznia 2006(dts)      | 5     | 0    | Feyenoord          |
| 7   | PO      | Hinata Miyazawa | 28 listopada 1999(dts)    | 34    | 9    | Manchester United  |
| 8   | PO      | Kiko Seike      | 8 sierpnia 1996(dts)      | 24    | 3    | Urawa Red Diamonds |
| 9   | NA      | Riko Ueki       | 30 lipca 1999(dts)        | 33    | 11   | West Ham United    |
| 10  | PO      | Fuka Nagano     | 9 marca 1999(dts)         | 36    | 1    | Liverpool          |
| 11  | NA      | Mina Tanaka     | 28 kwietnia 1994(dts)     | 78    | 34   | INAC Kobe Leonessa |
| 12  | PO      | Momoko Tanikawa | 7 maja 2005(dts)          | 4     | 0    | FC Rosengård       |
| 13  | OB      | Hikaru Kitagawa | 10 maja 1997(dts)         | 7     | 0    | INAC Kobe Leonessa |
| 14  | PO      | Yui Hasegawa    | 29 stycznia 1997(dts)     | 81    | 20   | Manchester City    |
| 15  | PO      | Aoba Fujino     | 27 stycznia 2004(dts)     | 20    | 4    | Tokio Verdy        |
| 16  | PO      | Honoka Hayashi  | 19 maja 1998(dts)         | 31    | 2    | West Ham United    |
| 17  | NA      | Maika Hamano    | 9 maja 2004(dts)          | 7     | 0    | Chelsea            |
| 18  | BR      | Chika Hirao     | 31 grudnia 1996(dts)      | 7     | 0    | Albirex Niigata    |

### Nigeria
Trener:  Randy Waldrum (ur. 25 października 1956)
Skład został ogłoszony 3 lipca 2024 roku. 10 lipca 2024 roku Ifeoma Onumonu zastąpiła kontuzjowaną Halimatu Ayinde.
| Nr. | Pozycja | Piłkarz              | Data urodzenia           | Mecze | Gole | Klub                      |
| --- | ------- | -------------------- | ------------------------ | ----- | ---- | ------------------------- |
| 1   | BR      | Tochukwu Oluehi      | 2 maja 1987(dts)         |       |      | Eastern Flames            |
| 2   | OB      | Michelle Alozie      | 28 kwietnia 1997(dts)    |       |      | Houston Dash              |
| 3   | OB      | Osinachi Ohale       | 21 grudnia 1991(dts)     |       |      | CF Pachuca                |
| 4   | OB      | Nicole Payne         | 8 stycznia 2001(dts)     |       |      | Portland Thorns           |
| 5   | OB      | Chidinma Okeke       | 11 sierpnia 2000(dts)    |       |      | Mynavi Sendai             |
| 6   | NA      | Esther Okoronkwo     | 27 marca 1997(dts)       |       |      | Changchun Dazhong Zhuoyue |
| 7   | PO      | Toni Payne           | 22 kwietnia 1995(dts)    |       |      | Sevilla FC                |
| 8   | NA      | Asisat Oshoala       | 9 października 1994(dts) |       |      | Bay FC                    |
| 9   | NA      | Chinonyerem Macleans | 1 października 1999(dts) |       |      | Lokomotiw Moskwa          |
| 10  | PO      | Christy Ucheibe      | 25 grudnia 2000(dts)     |       |      | SL Benfica                |
| 11  | PO      | Jennifer Echegini    | 22 marca 2001(dts)       |       |      | Juventus                  |
| 12  | NA      | Uchenna Kanu         | 20 czerwca 1997(dts)     |       |      | Racing Louisville         |
| 13  | PO      | Deborah Abiodun      | 2 listopada 2003(dts)    |       |      | Pittsburgh Panthers       |
| 14  | OB      | Oluwatosin Demehin   | 13 marca 2002(dts)       |       |      | Stade de Reims            |
| 15  | PO      | Rasheedat Ajibade    | 8 grudnia 1999(dts)      |       |      | Atlético Madryt           |
| 16  | BR      | Chiamaka Nnadozie    | 8 grudnia 2000(dts)      |       |      | Paris FC                  |
| 17  | NA      | Chiwendu Ihezuo      | 30 kwietnia 1997(dts)    |       |      | CF Pachuca                |
| 18  | NA      | Ifeoma Onumonu       | 25 lutego 1994(dts)      |       |      | Utah Royals               |

### Brazylia
Trener:  Arthur Elias (ur. 5 sierpnia 1981)
Skład został ogłoszony 2 lipca 2024 roku.
| Nr. | Pozycja | Piłkarz        | Data urodzenia            | Mecze | Gole | Klub                   |
| --- | ------- | -------------- | ------------------------- | ----- | ---- | ---------------------- |
| 1   | BR      | Lorena         | 6 maja 1997(dts)          | 22    | 0    | Grêmio                 |
| 2   | OB      | Antônia        | 26 kwietnia 1994(dts)     | 40    | 1    | Levante UD             |
| 3   | OB      | Tarciane       | 27 maja 2003(dts)         | 7     | 1    | Houston Dash           |
| 4   | OB      | Rafaelle Souza | 18 czerwca 1991(dts)      | 94    | 9    | Orlando Pride          |
| 5   | PO      | Duda Sampaio   | 18 maja 2001(dts)         | 19    | 2    | Corinthians            |
| 6   | OB      | Tamires        | 10 października 1987(dts) | 148   | 7    | Corinthians            |
| 7   | NA      | Kerolin        | 17 listopada 1999(dts)    | 37    | 5    | North Carolina Courage |
| 8   | PO      | Vitória Yaya   | 23 stycznia 2000(dts)     | 7     | 1    | Corinthians            |
| 9   | NA      | Adriana        | 17 listopada 1996(dts)    | 56    | 13   | Orlando Pride          |
| 10  | NA      | Marta          | 19 lutego 1986(dts)       | 186   | 116  | Orlando Pride          |
| 11  | NA      | Jheniffer      | 6 listopada 2001(dts)     | 1     | 0    | Corinthians            |
| 12  | BR      | Tainá          | 1 maja 1995(dts)          | 1     | 0    | América Mineiro        |
| 13  | OB      | Yasmim         | 28 października 1996(dts) | 13    | 3    | Corinthians            |
| 14  | NA      | Ludmila        | 1 grudnia 1994(dts)       | 47    | 6    | Atlético Madryt        |
| 15  | OB      | Thaís          | 1 maja 1996(dts)          | 10    | 0    | UD Tenerife            |
| 16  | NA      | Gabi Nunes     | 10 marca 1997(dts)        | 32    | 7    | Levante UD             |
| 17  | PO      | Ana Vitória    | 6 marca 2000(dts)         | 17    | 2    | Atlético Madryt        |
| 18  | NA      | Gabi Portilho  | 18 lipca 1995(dts)        | 20    | 1    | Corinthians            |